# What a Way to Go!
What a Way to Go! is een Amerikaanse filmkomedie uit 1964 onder regie van J. Lee Thompson. Destijds werd de film in Nederland uitgebracht onder de titel Te rijk om los te lopen.

## Verhaal
Louisa May Foster is al vier keer getrouwd geweest, maar al haar echtgenoten zijn gestorven. Zij erfde telkens hun geld en op die manier is ze miljonair geworden. Louisa is ervan overtuigd dat er een vloek rust op haar fortuin en ze wil een grote schenking doen aan de overheid. In de bank wordt haar cheque geweigerd. Ze gaat dan maar te rade bij een psychiater.

## Rolverdeling
| Acteur            | Personage             |
| ----------------- | --------------------- |
| Shirley MacLaine  | Louisa May Foster     |
| Paul Newman       | Larry Flint           |
| Robert Mitchum    | Rod Anderson jr.      |
| Dean Martin       | Leonard Crawley       |
| Gene Kelly        | Pinky Benson          |
| Robert Cummings   | Dr. Victor Stephanson |
| Dick Van Dyke     | Edgar Hopper          |
| Reginald Gardiner | Schilder              |
| Margaret Dumont   | Mevrouw Foster        |
| Lou Nova          | Trentino              |
| Fifi D'Orsay      | Barones               |
| Maurice Marsac    | René                  |
| Wally Vernon      | Agent                 |
| Jane Wald         | Polly                 |
| Lenny Kent        | Advocaat              |